# Râul Recea, Cerna
Râul Recea este un curs de apă, afluent al râului Cerna. 